# Egglkofen
Egglkofen – miejscowość i gmina w Niemczech, w kraju związkowym Bawaria, w rejencji Górna Bawaria, w regionie Südostoberbayern, w powiecie Mühldorf am Inn, wchodzi w skład wspólnoty administracyjnej Neumarkt-Sankt Veit. Leży około 18 km na północny zachód od Mühldorf am Inn, przy drodze B299 i linii kolejowej Rosenheim – Landshut.

## Demografia
| Rok  | Liczba mieszk. |
| ---- | -------------- |
| 1970 | 942            |
| 1987 | 984            |
| 2000 | 1 221          |
| 2005 | 1 231          |

### Struktura wiekowa
Dane o ludności z 31 grudnia 2008:
| Opis                                | Ogółem | Ogółem | Kobiety | Kobiety | Mężczyźni | Mężczyźni |
| ----------------------------------- | ------ | ------ | ------- | ------- | --------- | --------- |
| Jednostka                           | osób   | %      | osób    | %       | osób      | %         |
| Populacja                           | 1206   | 100    | 611     | 50,66   | 595       | 49,34     |
| Wiek przedprodukcyjny (0–17 lat)    | 243    | 20,15  | 124     | 10,28   | 119       | 9,87      |
| Wiek produkcyjny (18–65 lat)        | 776    | 64,34  | 380     | 31,51   | 396       | 32,84     |
| Wiek poprodukcyjny (powyżej 65 lat) | 187    | 15,51  | 107     | 8,87    | 80        | 6,63      |

## Zabytki
- zamek Egglkofen
- kościół obronny w dzielnicy Piesenkofen

## Polityka
Wójtem gminy jest Johann Ziegleder z UL, rada gminy składa się z 12 osób.
|      | CSU/FW | UL | Razem |
| 2008 | 6      | 6  | 12    |
| 2002 | 8      | 4  | 12    |

## Oświata
W gminie znajduje się przedszkole (50 miejsc).